# 아무르 다리

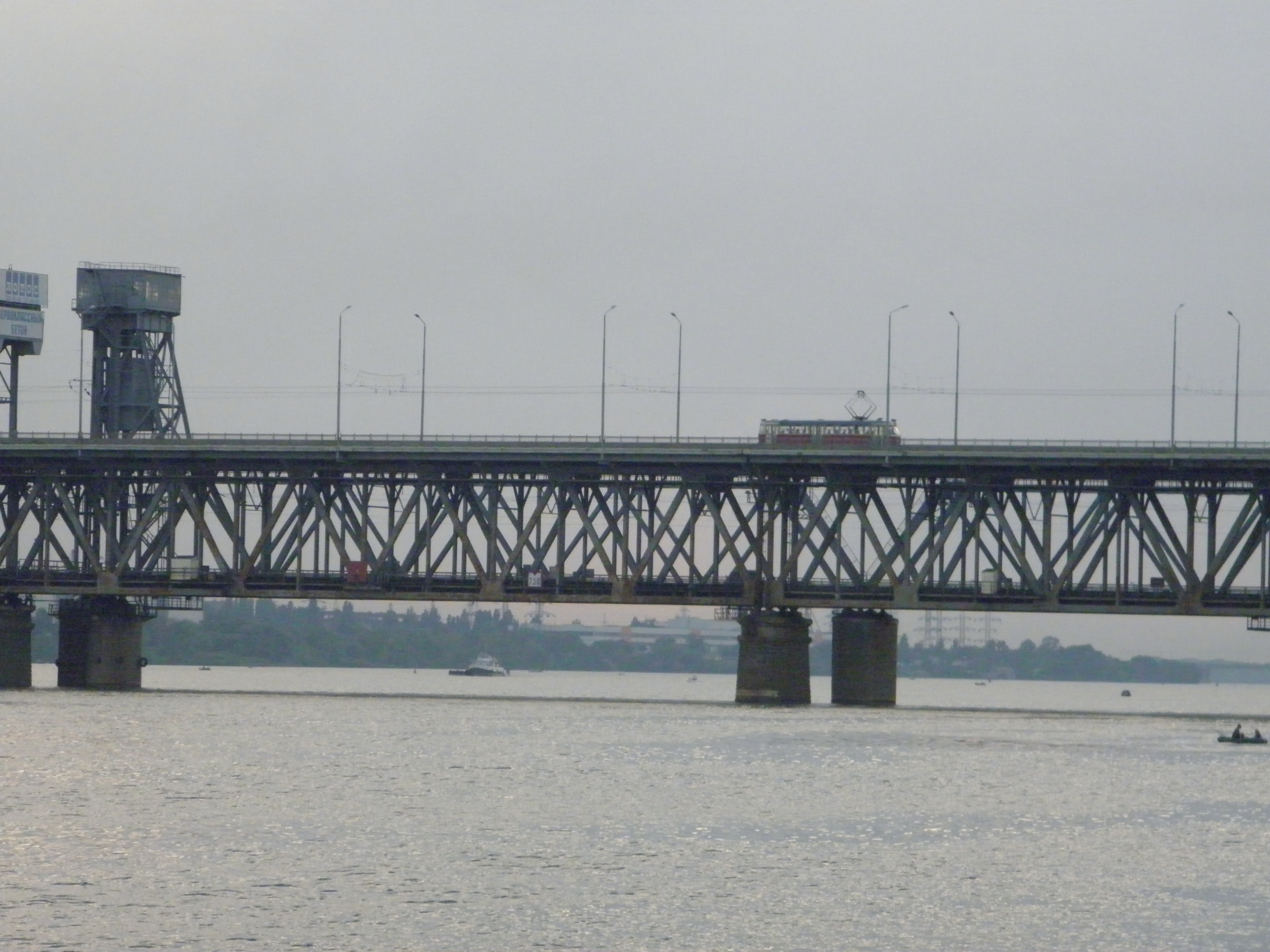
아무르 다리

아무르 다리(우크라이나어: Амурський міст)는 우크라이나 드니프로를 가로지르는 철교로 전체 길이는 1,395m, 너비는 15.5m이다. 드네프르강(드니프로강) 우안에 위치한 첸트랄니구와 좌안에 위치한 아무르니주뇨드니프로우스키구를 연결한다.
1881년에 예카테리노슬라프(현재의 드니프로)를 가로지르는 철도 건설 사업을 계기로 공사가 시작되었으며 30,900,000 루블이 건설 자금으로 투입되었다. 1884년 5월 18일(그레고리력 5월 30일)에 개통된 이후에는 로조바-세바스토폴 철도, 하르키우-미콜라예우 철도의 일부를 형성했다.
개통 당시에는 2층 구조를 띠고 있었는데 하층에는 단선 철도, 상층에는 보행자 및 인력거(나중에 자동차로 바뀜) 전용 도로가 개설되어 있었다. 1920년과 1941년에 여러 번 파괴되었고 제2차 세계 대전 종전 이후에 재건되었다. 1955년에 새로운 다리가 개통되었다.